# San Andreas Quake – Los Angeles am Abgrund
San Andreas Quake – Los Angeles am Abgrund (Originaltitel San Andreas Quake, deutscher Alternativtitel San Andreas Beben) ist ein US-amerikanischer Katastrophenfilm von John Baumgartner aus dem Jahr 2015. Er war auch für das Drehbuch und den Filmschnitt zuständig.

## Handlung
Seismologin Molly Dunn hat nach vielen Jahren ledig lebend wieder geheiratet. Allerdings kommt sie mit ihrer Stieftochter Ali nur schlecht aus und es gibt häufig Konflikte in den heimischen vier Wänden. Auf der Arbeit muss sie sich mit dem Spott ihrer Arbeitskollegen aufgrund eines von ihr entwickelten Erdbebenfrüherkennungssystems rumschlagen. Als das Gerät ausschlägt und ein gewaltiges Erdbeben mit der Stärke 12,7 auf der Richterskala in Kalifornien vorhersagt, nimmt sie niemand ihrer Kollegen ernst.
Allein auf sich gestellt versucht sie, ihre Familie und Freunde, zumindest die ihr glauben, in Sicherheit zu bringen. Wenig später beginnt die Erde auch schon zu beben und die Gebäude der örtlichen Stadt fallen in sich zusammen. Für viele Menschen kommt die Einsicht, dass Molly Recht hatte, allerdings zu spät.

## Hintergrund
Der Film ist ein Mockbuster zu San Andreas. Beide Filme handeln von einem Erdbeben in Kalifornien. Tatsächlich ereignete sich 1906 ein Erdbeben in San Francisco. Geologen vermuten, dass aufgrund der Plattentektoniken ein Erdbeben in nächster Zeit realistisch sei. Bereits 2006 sei das kritische Level überschritten worden.

## Kritik
„Schlicht-solide konstruierter Katastrophenfilm, angerichtet zum Fastfood-Konsum durch die Billig-Produktionsgesellschaft Asylum.“

„Mehr Filmkatastrophe als Katastrophenfilm.“

Cinema kritisiert die doch deutlich auffallenden Pappkulissen und Computergebäude. Final wird der Film als lahmer Direct-to-DVD-Klon des Katastrophenfilms San Andreas mit Dwayne Johnson bezeichnet.